# 1224
Évszázadok: 12. század – 13. század – 14. század
Évtizedek: 1170-es évek – 1180-as évek – 1190-es évek – 1200-as évek – 1210-es évek – 1220-as évek – 1230-as évek – 1240-es évek – 1250-es évek – 1260-as évek – 1270-es évek
Évek: 1219 – 1220 – 1221 – 1222 –  1223 – 1224 – 1225 – 1226 – 1227 – 1228 – 1229

## Események
- június 5. – A Nápolyi II. Frigyes Egyetem alapítása.[1]
- II. András kiadja az Andreanumot,[2] amelyben az erdélyi szászoknak kiváltságokat biztosít.
- A Livóniai Kardtestvérek meghódítják a latgallok földjét a mai Lettország területén.
- Az angol korona tulajdonát képező Poitou, az Aquitániai Hercegség északi területe francia kézre kerül. (Visszaszerzésére tett minden kísérlet csúfos kudarcba fúlt.)[3]